# 年遐齢
年遐齡 (仮名：ネン-カレイ, 拼音：nián xiálíng) は、清康熙朝の大臣。大将軍年羹堯はその次子、雍正帝年貴妃は娘。
漢軍鑲黄旗人。京師で官吏として勤めた後、湖広で十余年に亘って巡撫を務めた。

## 略歴
清崇徳7年 (1642：明崇禎15年) 生。安徽省蚌埠市懐遠県に現存する『年氏宗譜』の記載に拠れば、年遐齢の原籍は懐遠火庙北の年家荘牛王殿で、明末には懐遠西の南胡疃寺 (現胡疃寺) に移り、清順治年間には鳳陽 (現安徽省滁州市鳳陽県?) 年家崗に、その後さらに広寧県 (現遼寧省錦州市北鎮市) に移居した。
下級文官の筆帖式ビトヘシ出身で、兵部主事に就任後、刑部郎中に転任した。年遐齡は目まぐるしく転任、昇官を繰り返した。
康熙22年 (1683) に河南道御史として中城の巡視を務めた後、内閣侍読学士に転任。
康熙27年 (1688) 旧暦11月、宗人府府丞に昇官。
康熙29年 (1690) 旧暦10月、内閣学士兼礼部侍郎に昇官。
康熙30年 (1691) 旧暦11月、工部右侍郎に転任。
康熙31年 (1692) 旧暦2月、右侍郎から左侍郎に配置換え。10月、湖広巡撫に転任。

### 湖広巡撫
京師で驕らず実直に官吏を務めた年遐齡は、湖広 (現在の湖北湖南両省) ではじめてその施政能力を世に知られることになる。きっかけとなったのは康熙38年 (1699) の上奏文であった。
```
湖北武昌、漢陽、黄州、安陸、德安、荆州、襄陽等七府、應徵「匠役班價」等銀千餘兩。自明季迄今、年代久遠、子孫遷徙亡絶、闕額無徵。有司或代爲捐解、或派累小民、官民交困。查江浙二省、因匠班無徵、歸地丁帶徵。湖北事同一例、請自康熙三十九年爲始、亦歸地丁徵收。每畆加増絲毫、而賦無闕額、官民俱免賠累。
[
1
]
```

湖北省の武昌 (現湖北省武漢市武昌区)、漢陽 (現武漢市)、黄州 (現湖北省黄岡市黄州区)、安陸 (現湖北省孝感市安陸区)、徳安 (現湖北省孝感市)、荊州 (現湖北省荊州市荊州区)、襄陽 (現湖北省襄陽市襄州区) の七府では、明末の動乱から隔たること久しく、匠戸 (職人戸籍者) の子孫は移居して戻らず、戸籍は断絶してしまっていた。重要な税目の一つである「匠役班価」は、元々明朝が職人に対し、京師での定期労役 (班bānと謂う) を納銀に代えて免除したことに始まる。これは清朝でも因襲されたが、上述の七府ではそもそも匠戸が激減してしまっている為に徴収しきれず、銀千余両という徴収対象額の補填の為に、その不足額は官吏が代納するか、或いは庶民が負担を加重されるかで、官側も民側も困窮していた。
その頃の江蘇、浙江二省も湖北と同じ問題を抱えていたが、「匠班無徴」から「地丁帯徴」へ、つまり匠戸という括りで縛らず、地丁で徴収するように方針を切り替えていた。「地丁」とは地賦 (田税) と丁賦 (人頭税) のことで、明末には、税目が煩雑化しすぎたことで重複課税に由る負担の増大や、反対にその複雑さを逆手にとった不正行為による徴収漏れが問題となった為、「地」と「丁」に集約し、それを銀で納めさせた (一条鞭法と呼ばれる)。江浙二省の方針転換はこれを倣ったものであった。
それを知った年遐齡は、翌39年 (1700) からは地丁徴収を復活させるよう奏請し、一畝mǔ毎に僅かずつ加増すれば、徴税に不足が生れず、且つ官民ともに余計な負担を免れると上奏した。結果的に関聯部院がこれを可決したことで、後に雍正帝が推進した「攤丁入畝」(地丁銀制) の先鞭をつけることになった。

### 黄梅暴動
康熙40年 (1701) 旧暦7月、遐齡は、黄梅県 (現湖北省黄岡市黄梅県) の知事・李錦が地丁銀三千余両の納入を遅滞させているとして、その官職の免黜と罪状の追究を奏請した。ところが朝廷が承諾するや、黄梅県の一万にものぼる民衆が大挙して城市の門を閉め切り、李錦を匿って行かせまいとした。
朝廷の命を受けた総督・郭琇が事実関係を調査したところ、黄梅県の銀三千余両は元はといえば城民が遅滞させ、それを7月になって李錦が漸く徴収し終えたもので、李錦の過失でなく、また城民は李錦が普段から清廉潔白であることを知っていた為、解任されると聞くや慌てて匿った、という経緯が判明した。更に、事件に際して生員 (科挙参加有資格者) の呉士光らは異議を申立てるべく糾合して湖北省へ向ったが、特に暴れるでもなく衣頂を脱いで李錦の留任を乞うた為、省側はその場で早々に留任を約束し、呉士光らを還してしまった。
しかし康熙帝は官吏の去就に庶民が干渉することを警戒した為、現地の総督 (郭琇) や巡撫 (年遐齢) が凡庸で無能である為に軍民を野放図にさせ、事件が起こると隠蔽にばかり頭を使い、大した議論もせずに処置を決めてしまっていると譴責した。責任を問われた郭琇と年遐齢はともに一級ずつ降格の上で留任となった。一方、李錦については康熙帝もその清廉潔白を認めたものの、黄梅県での知事留任は許さず、直隷省 (現河北省) への転任を命じた。呉士光らは部の職を解任され、盛京 (現遼寧省瀋陽市) に配流された。

### 晩年
康熙43年 (1704) 旧暦2月、62歳の年遐齢は病身を理由に退官した。67歳となった同48年 (1709) には娘が雍親王・胤禛 (後の雍正帝) に側福晋フジン (側室) として嫁ぎ、次子・年羹堯が四川巡撫として外放された。雍正元年 (1723) 2月には羹堯のチベット平定の功績により「尚書」の称号が贈られ、翌2年 (1724) 3月には羹堯の青海平定の功績により更に太傅の称号と一等公の爵位が贈られた。
翌3年 (1725) 6月、羮堯の傲慢さに業を煮やした雍正帝は、羮堯の二子、年富と年興がそれを増長させているとして、二人の官職を免黜し、年遐齢に孫らの再教育を命じた。しかし羮堯は改悛せず、怒りの収まらない雍正帝は同年12月、羮堯と子・富を斬首に処し、残りの15歳以上 (で元服を迎え成人した) 子は広西、雲南、貴州一帯の「煙瘴之地」に兵卒として送った。この時、遐齡と長子・希堯は雍正帝から「忠厚安分之人」(君主への忠義が厚く、分限を弁えている) と評され、断罪はされず、官職の免黜と賜与された官服などの没収に止められた。
雍正5年 (1727)、羮堯の死に伴い朋党が離散したことで冷静になってきた雍正帝は、「煙瘴之地」に送った羮堯の諸子を召還し、遐齡に監督させた。同年 (1727) 旧暦5月、遐齡死去。享年85歳。翌6月、雍正帝は免黜した官職を恩赦によって恢復させ、奠祭を賜った。

## 逸話
- 年家は代々明朝に仕え、宦官を輩出した家系であった。[2]

## 子女
- 子・年希堯：長子。
- 子・年羹堯：次子。大将軍。
  - 孫・年富
- 娘：雍正帝年貴妃。諡号敦肅皇貴妃。

## 脚註
1. ↑  参考：懐遠県人民政府のHPには湖広巡撫の前に兵部左侍郎兼都察院右副都御史、後に署理湖広総督を務めたとあるが、典拠不詳。
2. ↑  参考：懐遠県人民政府公式HPには「任上，……平定了红苗叛乱。」とあるが、詳細不明。ミャオ族の叛乱の規模の大きなものの一回目は雍正年間に発生している。
3. ↑  参考：清朝では位階に因って衣服 (刺繍入りの官服) と頂戴 (赤い房のついた帽子) の形式が異なる。生員 (科挙受験有資格者) は官吏ではないが朝廷から衣頂を賜与された。ここでの衣頂を脱ぐという行為は謙る意味を表すもの。

## 典拠
1. 1 2 3 4 5 6 7 8 9  “人物志七十一 - 大臣傳五十七 (年遐齡)”. 欽定八旗通志. 191. 四庫全書
2. 1 2 3 4 5 6 7  “年遐龄” (中文). 怀远县人民政府网.   怀远县人民政府. 2024年2月1日閲覧。
3. ↑  “康熙27年11月17日段15793”. 聖祖仁皇帝實錄. 137. 不詳
4. ↑  “康熙29年10月28日段16354”. 聖祖仁皇帝實錄. 149. 不詳
5. ↑  “康熙30年11月7日段16646”. 聖祖仁皇帝實錄. 153. 不詳
6. ↑  “康熙31年2月6日段16709”. 聖祖仁皇帝實錄. 154. 不詳
7. ↑  “康熙31年10月20日段16891”. 聖祖仁皇帝實錄. 157. 不詳
8. ↑  “年羹堯”. 清史稿. 295. 清史館
9. ↑  “地【地丁】”. 新字源. 角川書店
10. ↑  “一条鞭法 (いちじょうべんぽう)”. コトバンク.   DIGITALIO, Inc.. 2024年2月2日閲覧。
11. ↑  “康熙43年2月18日段20105”. 聖祖仁皇帝實錄. 215. 不詳
12. ↑  “雍正1年2月21日段25066”. 世宗憲皇帝實錄. 4. 不詳
13. ↑  “雍正2年3月10日段25423”. 世宗憲皇帝實錄. 17. 不詳
14. ↑  “雍正3年6月7日段25847”. 世宗憲皇帝實錄. 33. 不詳
15. 1 2  “雍正3年12月11日段26007”. 世宗憲皇帝實錄. 39. 不詳
16. ↑  “雍正5年1月15日段26358”. 世宗憲皇帝實錄. 52. 不詳
17. ↑  “雍正5年6月28日段26527”. 世宗憲皇帝實錄. 58. 不詳

### 實錄
- 富察･馬斉, 張廷玉, 蒋廷錫, 他『聖祖仁皇帝實錄』雍正9年 (1731) 上梓, 1937年刊行 (漢) ＊中央研究院歴史語言研究所版
- 西林覚羅･鄂爾泰オルタイ, 他『世宗憲皇帝實錄』乾隆6年 (1741) 上梓, 1937年刊行 (漢) ＊中央研究院歴史語言研究所版

### 史書
- 西林覚羅･鄂爾泰オルタイ (初編), 福隆安フルンガ (修訂), 他『欽定八旗通志』嘉慶元年 (1796)「年遐齡傳」

- 趙爾巽, 他100余名『清史稿』清史館, 民国17年 (漢) ＊中華書局版

### Webサイト
- 懐遠県 (安徽省) 人民政府公式HP「历史人物」
- 「コトバンク」DIGITALIO, Inc.